# Circuito Mundial de Voleibol de Praia de 2020
Circuito Mundial de Voleibol de Praia de 2020 foi uma série de competições internacionais organizadas pela Federação Internacional de Voleibol (FIVB). A temporada de 2020 teve início em 30 de setembro de 2019, ocorrendo a partir do dia primeiro para o naipe masculino no torneio uma estrela no Irã e a partir do dia vinte e nova para o naipe feminino na categoria tres estrelas na China; cujo anúncio foi divulgado em 29 de setembro de 2019, demais torneios serão anunciado com a confirmação do restante do Calendário deste circuito.

## Cronograma
Eventos
| Finais do Circuito Mundial (FIVB World Tour Finals) |
| Torneio categoria 5 estrelas/Major Series           |
| Torneio categoria 4 estrelas                        |
| Torneio categoria 3 estrelas                        |
| Torneio categoria 2 estrelas                        |
| Torneio categoria 1 estrela                         |

### Masculino
| Torneio                                                                                | Ouro                                               | Placar                              | Prata                                              | Bronze                                        | Placar                              | Quarto lugar                                  |
| Aberto de Bandar Torkaman Bandar Torkaman,Irã De 30 de setembro a 4 de outubro de 2019 | TailândiaNuttanon Inkiew · Sedtawat Padsawud       | 2x1 Relatório (17–21, 21–17, 14–12) | IrãoAlireza Aghajanighasab Javad Firouzpourbandpei | IrãoBahman Salemiinjehboroun Arash Vakili     | 2x0 Relatório (21–17, 21–16)        | JapãoTakashi Tsuchiya · Hitoshi Murakami      |
| Aberto de Qinzhou Qinzhou,China De 30 de outubro a 3 de novembro de 2019               | Suíça Adrian Heidrich · Mirco Gerson               | 2x0 Relatório (21–13, 21–16)        | ÁustriaMartin Ermacora · Moritz Pristauz           | RússiaValeriy Samoday · Igor Velichko         | 2x1 Relatório (16–21, 22–20, 15–8)  | RússiaRuslan Bykanov · Alexander Likholetov   |
| Aberto de Tel Aviv Tel Aviv,Israel De 6 a 9 de novembro de 2019                        | ItáliaSamuele Cottafava · Jakob Windisch           | 2x0 Relatório (21–12, 21–17)        | DinamarcaMartin Hansen · Daniel Thomsen            | RússiaSergey Prokopyev · Aleksandr Kramarenko | 2x0 Relatório (21–0, 21–0)          | IsraelSean Faiga · Netanel Ohana              |
| Copa de Voleibol de Praia Aspire Doha,Catar De 12 a 15 de novembro de 2019             | PolóniaJędrzej Brożyniak · Piotr Janiak            | 2x1 Relatório (18–21, 21–15, 15–12) | RússiaPetr Bakhnar · Yury Bogatov                  | SuéciaDavid Åhman · Jonatan Hellvig           | 2x1 Relatório (22–24, 21–12, 18–16) | OmãNouh Al-Jalbubi Mazin Al-Hashmi            |
| Aberto de Chetumal Chetumal,México De 13 a 17 de novembro de 2019                      | Estados UnidosTaylor Crabb · Jake Gibb             | 2x1 Relatório (21–16, 16–21, 15–12) | Países BaixosAlexander Brouwer · Robert Meeuwsen   | Estados UnidosTrevor Crabb · Tri Bourne       | 2x0 Relatório (21–16, 21–12)        | AlemanhaAlexander Walkenhorst · Sven Winter   |
| Copa Dargahan Ilha de Qeshm,Irã De 7 a 10 de janeiro de 2020                           | IrãoAlireza Aghajanighasab Javad Firouzpourbandpei | 2x0 Relatório (21–15, 21–18)        | IrãoBahman Salemiinjehboroun Arash Vakili          | IrãoRahman Raoufi Abolhamed Mirzaali          | 2x0 Relatório (21–17, 21–15)        | CatarBenlouaer Ziad · Saifeddine Elmajid      |
| VolleyFest das Ilhas Cook Rarotonga,Ilhas Cook De 14 a 17 de janeiro de 2020           | Nova ZelândiaGriffin Muller · Sam O'Dea            | 2x1 Relatório (21–14, 20-22, 15–7)  | Estados UnidosChristopher Austin · Earl Schultz    | Estados UnidosAdam Roberts · Travis Mewhirter | 2x0 Relatório (21–18, 22–20)        | JapãoTakashi Tsuchiya · Hitoshi Murakami      |
| Anchor Beach Volleyball Carnival Phnom Penh,Camboja De 20 a 23 de fevereiro de 2020    | AustráliaChristopher McHugh · Damien Schumann      | 2x0 Relatório (21–16, 30-28)        | ÁustriaChristoph Dressler · Alexander Huber        | AlemanhaRobin Sowa · Lukas Pfretzschner       | 2x1 Relatório (21–18, 17-21, 24–22) | ÁustriaFlorian Schnetzer · Laurenz Leitner    |
| Katara Beach Volleyball Cup Doha Doha, Catar De 8 a 13 de março de 2020                | PolóniaMariusz Prudel · Grzegorz Fijałek           | 2x1 Relatório (16-21, 21-19, 15-11) | MéxicoJosué Gaxiola · José Luis Rubio              | ItáliaPaolo Nicolai · Daniele Lupo            | 2x0 Relatório (21-19, 21-17)        | BrasilEvandro Gonçalves · Bruno Oscar Schmidt |
| Aberto de Langkawi Langkawi,Malásia. De 11 a 15 de março de 2020                       | PolóniaJędrzej Brożyniak · Piotr Janiak            | 2x1 Relatório (21-19,14-21, 15-8)   | SuéciaMartin Johansson · Alexander Annerstedt      | Taipé ChinesaWang Chin-ju · Hsieh Ya-jen      | 2x0 Relatório (21-16, 21-18)        | TailândiaDunwinit Kaewsai · Prathip Sukto     |
| Aberto de Ljubljana Ljubljana, Eslovênia. De 30 de julho a 2 de agosto de 2020         | ItáliaTiziano Andreatta · Andrea Abbiati           | 2x1 Relatório (21–18, 15–21, 15–11) | ÁustriaClemens Doppler · Alexander Horst           | ÁustriaChristoph Dressler · Alexander Huber   | 2x1 Relatório (22–24, 21–10, 15–8)  | EslovêniaTadej Boženk · Vid Jakopin           |
| Aberto de Baden Baden, Áustria. De 20 a 23 de agosto de 2020                           | ÁustriaRobin Seidl · Philipp Waller                | 2x1 Relatório (21–17, 16–21, 15–11) | Suíça Adrian Heidrich · Mirco Gerson               | Suíça Quentin Métral · Yves Haussener         | 2x0 Relatório (25–23, 21–19)        | EslovêniaJan Pokeršnik · Nejc Zemljak         |
| Aberto de Montpellier Montpellier, França. De 25 a 29 de agosto de 2020                | SuéciaDavid Åhman · Jonatan Hellvig                | 2x1 Relatório (18–21, 21–17, 15–9)  | FrançaQuincy Ayé · Arnaud Gauthier-Rat             | Países BaixosLeon Luini · Matthew Immers      | 2x0 Relatório (21–19, 24–22)        | FrançaTimothée Platre · Arnaud Loiseau        |
| Aberto de Vilnius Vilnius, Lituânia. De 10 a 13 de setembro de 2020                    | EstóniaKusti Nõlvak · Mart Tiisaar                 | 2x1 Relatório (12–21, 22–20, 15–12) | LituâniaArtur Vasiljev · Robert Juchnevic          | ItáliaTobia Marchetto · Alberto di Silvestre  | 2x1 Relatório (23–21, 19–21, 16–14) | EstóniaDimitriy Korotkov · Timo Lõhmus        |

### Feminino
| Torneio                                                                        | Ouro                                                | Placar                              | Prata                                                | Bronze                                          | Placar                              | Quarto lugar                                        |
| Aberto de Qinzhou Qinzhou,China De 29 de outubro a 3 de novembro de 2019       | AlemanhaKarla Borger · Julia Sude                   | 2x0 Relatório (21–16, 21–19)        | Estados UnidosKerri Walsh Jennings · Brooke Sweat    | ChinaWen Shuhui · Wang Jingzhe                  | 2x1 Relatório (23–21, 22–24, 15–12) | AustráliaMariafe Artacho del Solar · Taliqua Clancy |
| Aberto de Tel Aviv Tel Aviv,Israel De 6 a 9 de novembro de 2019                | JapãoKaho Sakaguchi · Reika Murakami                | 2x0 Relatório (21–19, 21–16)        | DinamarcaSimone Okholm · Line Hansen                 | RússiaAlexandra Shiryayeva · Ekaterina Syrtseva | 2x0 Relatório (21–16, 21–19)        | ÁustriaEva Freiberger · Valerie Teufl               |
| Aberto de Chetumal Chetumal,México De 13 a 17 de novembro de 2019              | AustráliaMariafe Artacho del Solar · Taliqua Clancy | 2x1 Relatório (15–21, 21–14, 15–12) | ChinaWang Fan · Xia Xinyi                            | Países BaixosMadelein Meppelink · Sanne Keizer  | 2x0 Relatório (21–0, 21–0)          | BrasilTalita Antunes · Taiana Lima                  |
| Aberto de Siem Reap Siem Reap (cidade),Camboja De 5 a 9 de fevereiro de 2020   | Estados UnidosLauren Fendrick · Sara Hughes         | 2x1 Relatório (21–13, 21–16)        | Estados UnidosKelly Reeves · Terese Cannon           | JapãoYurika Sakaguchi · Chiyo Suzuki            | 2x0 Relatório (21–18, 21–18)        | DinamarcaCecilie Olsen · Sofia Bisgaard             |
| Aberto de Guam Guam,Guam. De 4 a 8 de março de 2020                            | JapãoYurika Sakaguchi · Chiyo Suzuki                | 2x0 Relatório (21-16, 21-12)        | Estados UnidosSarah Schermerhorn · Kimberly Hildreth | JapãoAyumi Shiratori · Suzuka Hashimoto         | 2x0 Relatório (21-15, 21-12)        | Estados UnidosDelayne Maple · Megan Kraft           |
| Aberto de Langkawi Langkawi,Malásia. De 11 a 15 de março de 2020               | Taipé ChinesaKou Nai-han · Liu Pi-hsin              | 2x0 Relatório (23-21, 21-18)        | ÁustriaDorina Klinger · Ronja Klinger                | JapãoKaho Sakaguchi · Reika Murakami            | 2x0 Relatório (21-0, 21-0)          | JapãoYurika Sakaguchi · Chiyo Suzuki                |
| Aberto de Ljubljana Ljubljana, Eslovênia. De 30 de julho a 2 de agosto de 2020 | DinamarcaClara Windeleff · Line Trans Hansen        | 2x0 Relatório (21–11, 21–10)        | DinamarcaCecilie Olsen · Sofia Bisgaard              | BélgicaSarah Cools · Lisa van den Vonder        | 2x0 Relatório (21–14, 21–19)        | LetôniaVarvara Brailko · Anete Namiķe               |
| Aberto de Baden Baden, Áustria. De 20 a 23 de agosto de 2020                   | Suíça Tanja Hüberli · Nina Betschart                | 2x0 Relatório (21–15, 21–1)         | Suíça Anouk Vergé-Dépré · Joana Heidrich             | AlemanhaIsabel Schneider · Victoria Bieneck     | 2x1 Relatório (21–16, 20–22, 15–13) | AlemanhaJulia Sude · Karla Borger                   |
| Aberto de Vilnius Vilnius, Lituânia. De 10 a 13 de setembro de 2020            | ItáliaClaudia Scampoli · Margherita Bianchin        | 2x0 Relatório (21–17, 21–11)        | LetôniaMarta Ozoliņa · Luize Skrastiņa               | ChileMaría Francisca Rivas · Chris Vorpahl      | 2x1 Relatório (21–19, 21–19)        | LituâniaIeva Dumbauskaitė · Karole Virbickaitė      |

## Quadro de medalhas
| Ordem | País           | Medalha de ouro | Medalha de prata | Medalha de bronze | Total |
| ----- | -------------- | --------------- | ---------------- | ----------------- | ----- |
| 1     | Itália         | 3               | 0                | 2                 | 5     |
| 2     | Polónia        | 3               | 0                | 0                 | 3     |
| 3     | Estados Unidos | 2               | 4                | 2                 | 8     |
| 4     | Suíça          | 2               | 2                | 1                 | 5     |
| 5     | Japão          | 2               | 0                | 3                 | 5     |
| 6     | Austrália      | 2               | 0                | 0                 | 2     |
| 7     | Áustria        | 1               | 4                | 1                 | 6     |
| 8     | Dinamarca      | 1               | 3                | 0                 | 4     |
| 9     | Irão           | 1               | 2                | 2                 | 5     |
| 10    | Suécia         | 1               | 1                | 1                 | 3     |
| 11    | Alemanha       | 1               | 0                | 2                 | 3     |
| 12    | Taipé Chinesa  | 1               | 0                | 1                 | 2     |
| 13    | Estónia        | 1               | 0                | 0                 | 1     |
| 13    | Nova Zelândia  | 1               | 0                | 0                 | 1     |
| 13    | Tailândia      | 1               | 0                | 0                 | 1     |
| 16    | Rússia         | 0               | 1                | 3                 | 4     |
| 17    | Países Baixos  | 0               | 1                | 2                 | 3     |
| 18    | China          | 0               | 1                | 1                 | 2     |
| 19    | França         | 0               | 1                | 0                 | 1     |
| 19    | Letônia        | 0               | 1                | 0                 | 1     |
| 19    | Lituânia       | 0               | 1                | 0                 | 1     |
| 19    | México         | 0               | 1                | 0                 | 1     |
| 23    | Bélgica        | 0               | 0                | 1                 | 1     |
| 23    | Chile          | 0               | 0                | 1                 | 1     |
|       |                | 23              | 23               | 23                | 69    |